# ترميز وفق طول التتابع
الترميز وفق طول التتابع (بالإنجليزية: Run-length encoding)‏، اختصاراً RLE، هو نموذج بسيط جدا من عمليات ضغط البيانات حيث يتم تخزين كل قيمة متكررة بتتابع على شكل قيمة بيانات واحدة بجانبها عدد مرات تكرارها. هذا الترميز مفيد جدا عند وجود عناصر متكررة كثيرا على التوالي. على سبيل المثال، الصور الرسومية البسيطة مثل الأيقونات والرسومات الخطية والرسوم المتحركة، ولكنه ليس مفيدا مع الملفات التي لا تحتوي على سلاسل متكررة حيث من الممكن أن يؤدي ذلك إلى زيادة حجم الملف بشكل كبير بدلا من تصغيره. من الممكن أن يستخدم رمز (RLE) للإشارة إلى صيغة ملفات رسومات قديمة مدعومة من قبل كومبيوسيرف (مزود خدمة إنترنت سابق) لضغط الصور الملونة بالأبيض والأسود، والتي تم
استبدالها بشكل واسع بصيغة جي آي إف. يمكن أن يشير (RLE) أيضا إلى صيغة صور ضئيلة الاستخدام في نظام تشغيل Windows 3.x لها الامتداد rle،
وهي تستخدم للصور النقطية المرمزة وفق طول التتابع وهي مستخدمة لضغط شاشة بدء التشغيل في Windows 3.x.

## مثال
على سبيل المثال لنفرض أن لدينا شاشة تحتوي على نص باللون الأسود على خلفية بيضاء. في هذه الحالة سيكون لدينا الكثير من التكرار في وحدات البكسل البيضاء في الصفحة وأيضا تكرار كبير في وحدات البكسل السوداء الموجودة في النص .
لنفرض أنه تم عمل مسح لأحد السطور وأننا سنرمز للون الأسود بـ B وللون الأبيض بـ W، وكان ناتج المسح كالتالي: WWWWWWWWWWWWBWWWWWWWWWWWWBBBWWWWWWWWWWWWWWWWWWWWWWWWBWWWWWWWWWWWWWW
إذا طبقنا الترميز وفق طول التتابع على ناتج المسح الذي حصلنا عليه، نحصل على ما يلي:
12W1B12W3B24W1B14W
وهكذا حصلنا على اثني عشر (W)، واحد (B)، واثني عشر (W)، ثلاثة (B)، الخ
وهنا نرى أننا استطعنا إنقاص طول النص من 67 حرفا إلى 18 حرفا فقط.
إن الشكل المستخدم لتخزين الصور عموما هو ثنائي بدلا من أحرف ASCII المستخدمة هنا، ولكن المبدأ لا يزال هو نفسه.

## التطبيقات
يمتاز الترميز وفق طول التتابع بأنه لا يتم فقدان أي بيانات أثناء عملية الضغط لذلك فإن استخدامه مناسب في الأيقونات التي لا تحتوي على تدرج كبير بين الألوان، وهذا يعني أن استخدامها في ضغط الصور الفوتوغرافية لن يعطي نتيجة فعالة.
من الصيغ الشائعة للبيانات المرمزة وفق طول التتابع: Truevision TGA، PackBits، PCX، ILBM.
يستخدم الترميز وفق طول التتابع أيضا بجانب تقنيات مثل ترميز هوفمان المعدل في أجهزة الفاكس، واستخدامه هنا فعال جدا لأن معظم المستندات المرسلة باستخدام الفاكس هي عبارة عن مساحات بيضاء مع تواجد متقطع للون الأسود .